# Dongbei

Dongbei, czyli Chiny Północno-Wschodnie

Dongbei (Chiny Północno-Wschodnie, chiń. upr. 东北; chiń. trad. 東北; pinyin Dōngběi) – region Chin, w skład którego wchodzą trzy prowincje: Heilongjiang, Jilin i Liaoning, rozciągające się na przestrzeniach Niziny Mandżurskiej (patrz również: Mandżuria). Dongbei jest uznawany za odmienny od reszty kraju ze względu na surowy, subsyberyjski klimat, a także historię i obyczaje. Zamieszkuje go łącznie ok. 100 mln osób. 

## Historia
Z terenów Dongbei pochodziły ludy, które najeżdżały Chiny i tworzyły własne państwa. Np. Kitanowie, którzy założyli państwo Jin, Dżurdżeni oraz Mandżurowie, którzy w XVII wieku opuścili ojczystą Mandżurię i w 1644 roku podbili Pekin instalując w Chinach mandżurską dynastię Qing.
Na przełomie XIX i XX wieku region był pod kontrolą Rosji, która zbudowała przez jego tereny Kolej Wschodniochińską wiodącą z Syberii do Władywostoku, Dalnego oraz Port Arthur. Wpływy Rosjan osłabły po przegranej wojnie z Japonią (1904–1905). W 1931 roku Japonia utworzyła na terenie Dongbei marionetkowe państwo Mandżukuo.
W 1945 r. region dostał się pod okupację ZSRR, a w 1946 został przekazany chińskim komunistom. W 1949 roku wszedł w skład ChRL. Faktycznym władcą Dongbei w tym okresie pozostawał jeden z prominentnych członków KPCh, Gao Gang. Cieszył się on protekcją ze strony Stalina, dzięki czemu w latach 50. region uzyskał pomoc gospodarczą od ZSRR i był najszybciej industrializującym się regionem w ChRL. Niezależność polityczna Dongbei skończyła się po śmierci Stalina. Gao Gang został w 1954 r. aresztowany za „działalność kontrrewolucyjną”. W 1955 w lakonicznej notce podano, że popełnił samobójstwo. Pamiątką po jego sympatii do wodza ZSRR pozostaje Park Stalina w Harbinie.

## Dzisiejsze Dongbei
Po rozpoczęciu reform gospodarczych Dongbei ma problem z rzeszą robotników z likwidowanych niewydajnych zakładów państwowych. Część z nich staje się źródłem taniej siły roboczej na rosyjskim Dalekim Wschodzie. W latach 90. diaspory emigrantów z Dongbei wyrosły we Władywostoku, Chabarowsku i Błagowieszczeńsku.
Dongbei zamieszkuje także pokaźna mniejszość koreańska. Tutaj trafiają uciekinierzy z Korei Północnej, którzy stąd próbują podróżować do Pekinu i dalej na południe.
Mieszkańcy Dongbei posługują się odmianą chińskiego najbliższą standardowemu mandaryńskiemu, uważaną za czystszą niż dialekt pekiński. Dlatego wśród chińskich spikerów radiowych i prezenterów telewizyjnych jest wielu mieszkańców Dongbei.

## Większe miasta
- Shenyang
- Dalian
- Changchun
- Harbin